# Сяран-Сірми
Сяра́н-Сірми́ (рос. Сяран-Сирмы, чув. Çаранçырми) — присілок у Чувашії Російської Федерації, у складі Тораєвського сільського поселення Моргауського району.
Населення — 74 особи (2010; 96 в 2002, 142 в 1979; 196 в 1939, 206 в 1926, 185 в 1906, 121 в 1858).

## Історія
Історичні назви — Серан, Сярансірма, Сярак-Сірми. До 1866 року селяни мали статус державних, займались землеробством, тваринництвом, виробництвом борошна. У кінці 19 століття діяв вітряк. 1930 року утворено колгосп «Кіров». До 1927 року присілок перебував у складі Чиганарської та Тораєвській волостей Ядрінського повіту. 1927 року присілок переданий до складу Татаркасинського, 16 січня 1939 року — до складу Сундирського, 17 березня 1939 року — до складу Совєтського, 1956 року — до складу Моргауського, 14 липня 1959 року — до складу Аліковського, 1 жовтня 1959 року — повернуто до складу Сундирського, 1962 року — до складу Ядрінського, 1964 року — повернутий до складу Моргауського району.